# تامه‌شیگیری

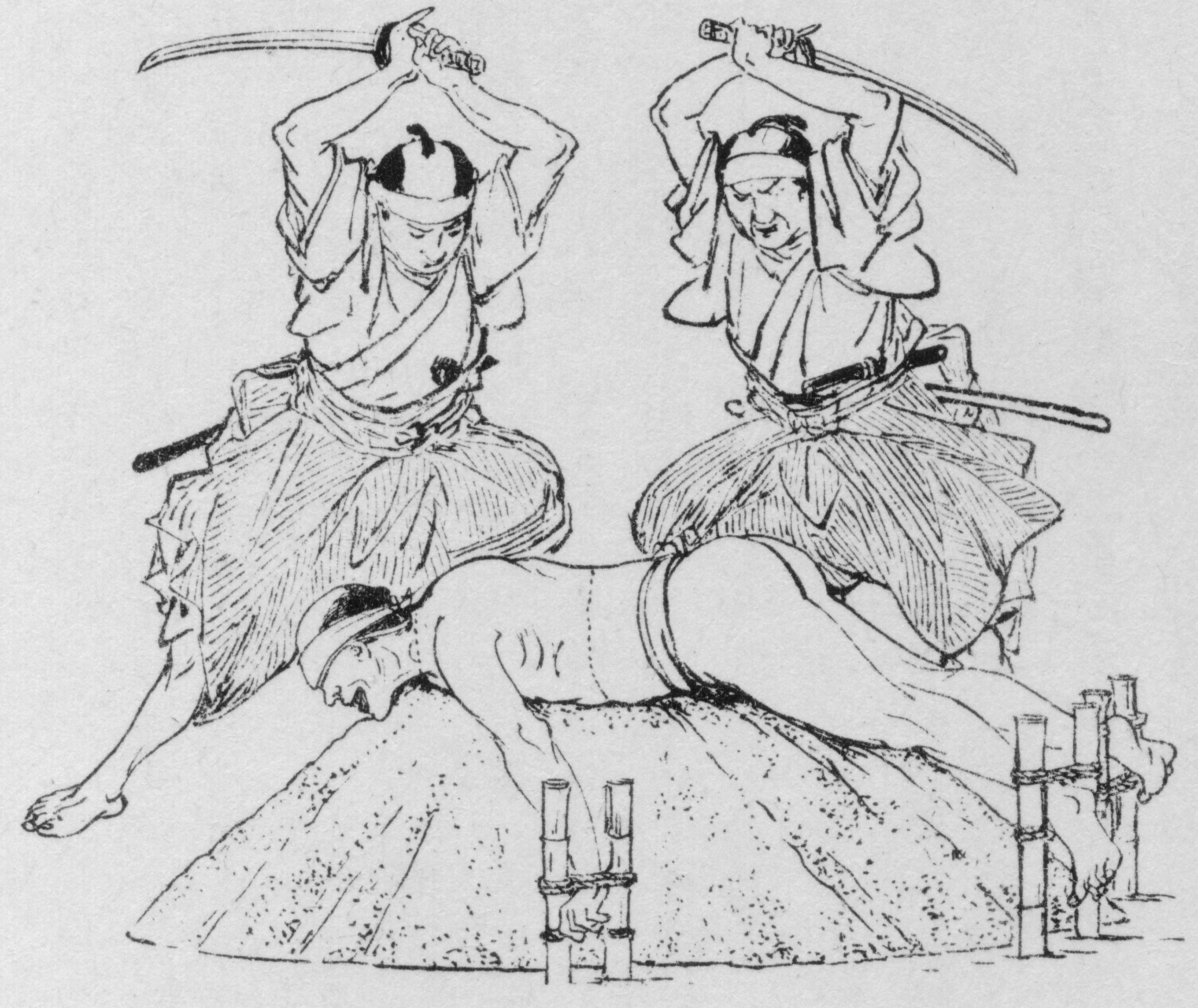
Tameshigiri در مورد یک جنایتکار محکوم (تصویر از یک کتاب ۱۹۲۷)

تامه‌شیگیری (به ژاپنی: 試し斬り, 試し切り, 試斬, 試切)، این عمل در دوره ادو (قرن هفدهم) برای آزمایش کیفیت شمشیر ژاپنی رایج شد. تا به امروز ادامه دارد، اما به یک هنر رزمی تبدیل شده است که بر نشان دادن مهارت تمرین‌کننده با شمشیر تمرکز دارد.